# シー・エー・ピー
株式会社シー・エー・ピー（英称：CAP Inc.）は、富山県富山市に本社を置く日本の出版社・広告代理店。創業は1979年7月で富山テレビ放送（BBT）の関連会社である。
企業名は、Communication、Advertising、Plannerのそれぞれの頭文字に由来する。

## 沿革
- 1979年7月 - 会社創業。
- 1980年1月 - タウン情報誌『月刊タウン情報とやま』創刊。
- 1980年7月 - 富山市千歳町に有限会社シー・エー・ピーを設立。
- 1986年1月 - 住宅情報誌『月刊とやま住まい情報』創刊。
- 1990年3月 - 有限会社シー・エー・ピーを株式会社シー・エー・ピーに商号変更。
- 1992年3月 - 富山ステーションフロントCiCに「インフォマート」開設。
- 1999年10月 - 本社を現在の富山市金屋に移転。
- 1999年12月 - 月刊誌『Takt』創刊。
- 2000年1月 - 富山テレビ放送と共同でウェブサイト『i-Toyama.com』開設。
- 2002年12月 - 『月刊タウン情報とやま』を全面刷新。
- 2003年9月 - インターネット放送（ブロードバンド対応サイト）「くりくりブロードバンド」開設。
- 2006年4月 - ファッション雑誌『CHARGE』創刊。
- 2007年9月 - 読売新聞の折込情報誌『minto』創刊（2009年9月に月刊化）。
- 2018年2月 - 『月刊タウン情報とやま』が、同年2月25日発売の3月号をもって休刊[1][2][3]。

## 主な事業内容
- 出版物（月刊誌・別冊）の制作・発行
- ウェブサイトの企画・運営
  - Toyama Just Now（富山県経営管理部広報課から編集・取材業務を受託）
- 広告代理事業
- チケット販売

## 主な出版物

### 現在の刊行物
月刊誌
- Takt（タクト） - 女性向けのタウン情報誌
- 月刊とやま住まい情報 - 住宅情報誌

季刊誌
- Rural（ルーラル） - ジョイフルタウン（新潟県・月刊にいがた）、まちなみカントリープレス（長野県・KURA）、ストアインク（石川県・Favo）、ウララコミュニケーションズ（福井県・月刊URALA）との共同発行誌。発行はまちなみカントリープレス。

ガイド誌
- ガイドのとらシリーズ
- グルメ関連（富山のラーメン・街食本）
- 北陸ドライブ

その他
- minto（ミント） - 読売新聞の折込情報誌。雑誌表記はひらがなの「みんと」。
- ねまるちゃ（フリーペーパー） - 富山県観光・交通・地域振興局観光振興室から編集業務を受託。配布地域・場所により一部内容が異なる。主に東日本旅客鉄道（JR東日本）、西日本旅客鉄道（JR西日本）、中日本高速道路（NEXCO中日本）向けの3版がある。また、JR東日本版ではびゅうトラベルサービスが企画する旅行商品が掲載されている。

### 過去の刊行物
月刊誌
- 月刊タウン情報とやま（TJとやま） - タウン情報誌
  - 月刊誌としては休刊となっている。

- CHARGE（チャージ） - ファッション雑誌

ガイド誌
- 日帰り湯シリーズ（とやま・いしかわ・ふくい）

## 刊行物の発売・配布地域
月刊誌
- 月刊タウン情報とやま：富山県全域、石川県金沢市周辺、岐阜県飛騨市・高山市の一部
- Takt・月刊とやま住まい情報：富山県全域

季刊誌
- Rural：富山県・石川県・福井県・新潟県・長野県の全域

ガイド誌
- 発行誌にもよるが、富山・石川・福井の各県

その他
- minto：富山県の一部地域（読売新聞北陸支社が発行する読売新聞の購読者が対象）
- ねまるちゃ：富山県全域、JR東日本の各駅（首都圏・東北地方南部・長野県）、JR西日本北陸エリアの各駅、NEXCO中日本が管轄するサービスエリア・パーキングエリア